# 南方作戦

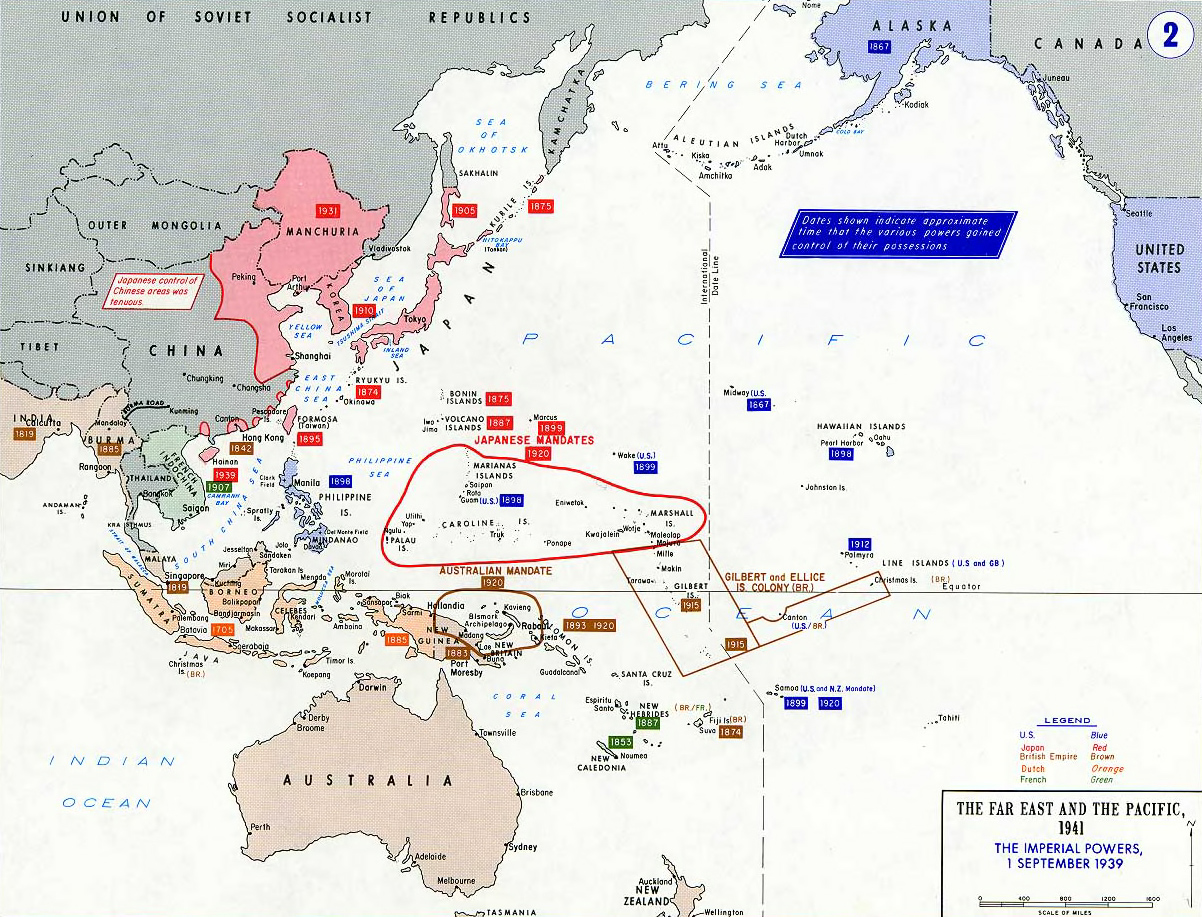
太平洋戦争開戦直前の各国の勢力圏

南方作戦（なんぽうさくせん）は、太平洋戦争/大東亜戦争の開戦時における大日本帝国軍の進攻作戦。
南方作戦陸海軍中央協定で定められた作戦名称は「あ号作戦」。日本海軍では南方作戦間の作戦を「第一段作戦（だいいちだんさくせん）」と呼称した。

## 計画

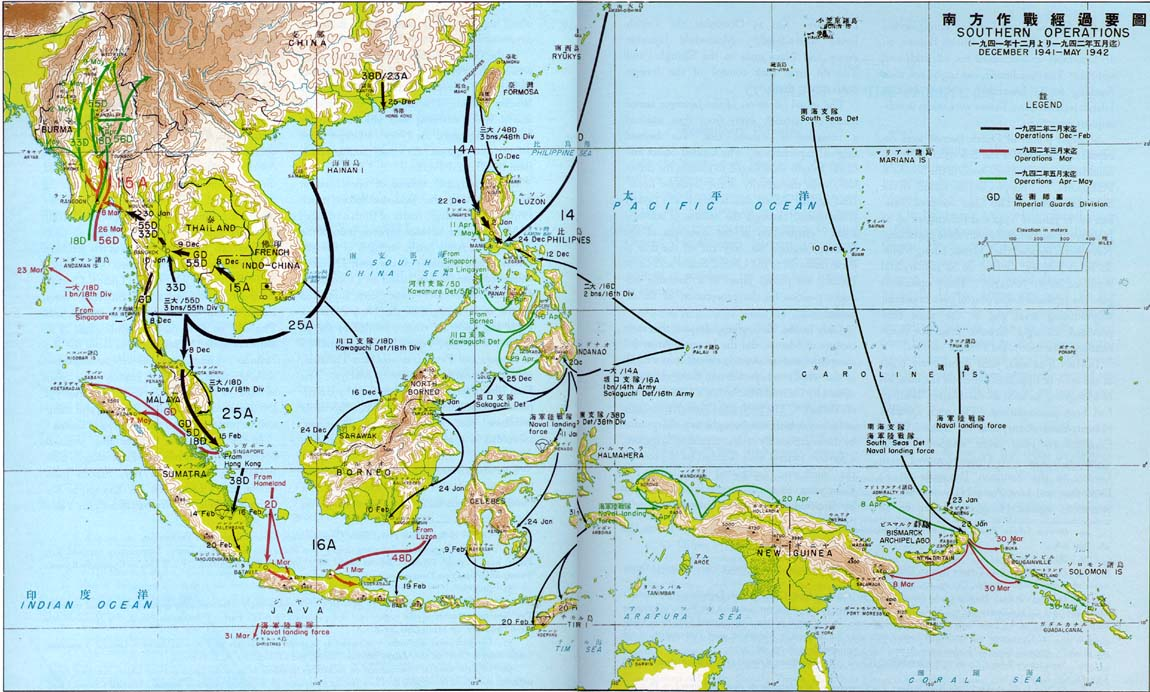
南方作戦経過要図

諸計画書類のうち、南方作戦計画の全貌を明らかに示しているのが「南方作戦陸海軍中央協定」である。中央協定によって各方面の作戦名称は、
- 「E作戦」：マレー作戦
- 「M作戦」：フィリピン作戦
- 「C作戦」：香港作戦
- 「G作戦」：グアム作戦
- 「R作戦」：ビスマルク作戦
- 「B作戦」：英領ボルネオ作戦
- 「H作戦」：蘭領印度作戦

と定められた。
南方作戦の目的は、香港、マニラ、シンガポールの重要軍事拠点を覆滅して東亜における米英勢力を一掃するとともに、国力造成上の見地からスマトラ、ジャワ、ボルネオ、セレベスおよびマレーなどの重要資源地帯を攻略確保することであった。攻略目標は、フィリピン、マレー、ジャワの三つが柱になっていた。そして、資源地帯の蘭印の中心ジャワを最終目標とした。
開戦予定日を12月初頭としたのは、日米軍備の比率、特に航空軍備の懸隔が日ごとに不利になること、アメリカの防備が急速に進捗すること、米英蘭の共同防衛関係は緊密となって南方の総合的防備力は急速に強化すること、明春以降になれば北方作戦生起の算があること、作戦地付近の気象関係があることなどが理由である。
南方作戦はマレー、フィリピン、ハワイ、香港、グアムに対して先制攻撃をもって開始されるが、陸軍は長途の危険な渡洋作戦を行うマレー作戦に奇襲が必要とし、海軍は期待をかけていたハワイ空襲に奇襲が必要とした。マレーの夜半はハワイの明け方にあたり、マレー作戦のコタバル上陸がハワイ攻撃に先行しない限度でなるべく早く行うように規制する必要があった。
1941年11月10日の東京協定でハワイ攻撃を優先すると陸海軍が確認したが、この攻撃要領ではハワイ攻撃は機動部隊の航空部隊が夜間発艦となっており、11月23日に機動部隊は検討の結果から黎明発艦へ変更し、空襲時刻を一時間半遅らせた。海軍は今さら陸軍に延期を申し出るわけにいかず、夜間発艦のハワイ攻撃に合わせて上陸を予定していたマレー作戦の上陸が先行することになった。対米作戦を重視する海軍はフィリピンを先攻重視して右回りする作戦を主張し、米英可分を期待していた陸軍はマレーを先攻重視して左回りする作戦を主張した。左右の作戦は並行して行われるが、どちらを先攻させるか、あるいは両方同時に攻める二本建てかが問題になったが、マレーとフィリピンを同時攻撃して倒した後、航空基地の推進と相まって、ジャワを攻略する二段攻撃作戦となった。開戦前は陸海軍ともに進軍限界点、攻略範域をチモール島までと考え、オーストラリアまで拡大するつもりはなかった。
陸軍は南方作戦のため南方軍総司令官の準拠すべき「南方軍作戦要領」、「香港攻略のため支那派遣軍総司令官の準拠すべき作戦要領」、南海支隊長の準拠すべき「南海支隊作戦要領」などが策定された。
海軍の作戦要領は、在東洋敵勢力を一掃し南方要域を攻略する第一段作戦としていた。海軍はハワイ空襲作戦を独自に決定していた。ハワイ空襲作戦は漸減作戦の一環であり、陸軍参謀本部は南方作戦の戦略的側面掩護のための支作戦ともみなしていた。

## 経過

### 発動前
1941年9月3日、日本では、イギリスやアメリカ合衆国、オランダとの関係悪化を受け、大本営政府連絡会議において帝国国策遂行要領が審議され、「外交交渉に依り十月上旬頃に至るも尚我要求を貫徹し得る目途なき場合に於ては直ちに対米（英蘭）開戦を決意す」と決定された。10月16日、近衛文麿内閣はにわかに総辞職した。後を継いだ東條英機内閣は、11月1日の大本営政府連絡会議で改めて帝国国策遂行要領を決定し、要領は11月5日の御前会議で承認された。以降、大日本帝国陸海軍は、12月8日を開戦予定日として対米英蘭戦争の準備を本格化した。
1941年10月29日までに陸海軍中央統帥部における作戦計画書類の策定が終わった。11月5日、陸海軍の大本営総長は両軍の作戦計画を上奏して裁可を得た。11月5日、海軍は大海令第一号をもって、「対米英蘭戦争帝国海軍作戦方針」と「南方作戦陸海軍中央協定」が示達され、「適時所要の部隊を作戦開始前の待機地点に進出せしむべき」旨が指令された。11月6日、陸軍は南方作戦の戦闘序列、作戦準備実施に関する大陸命を発令した。

### マレー作戦

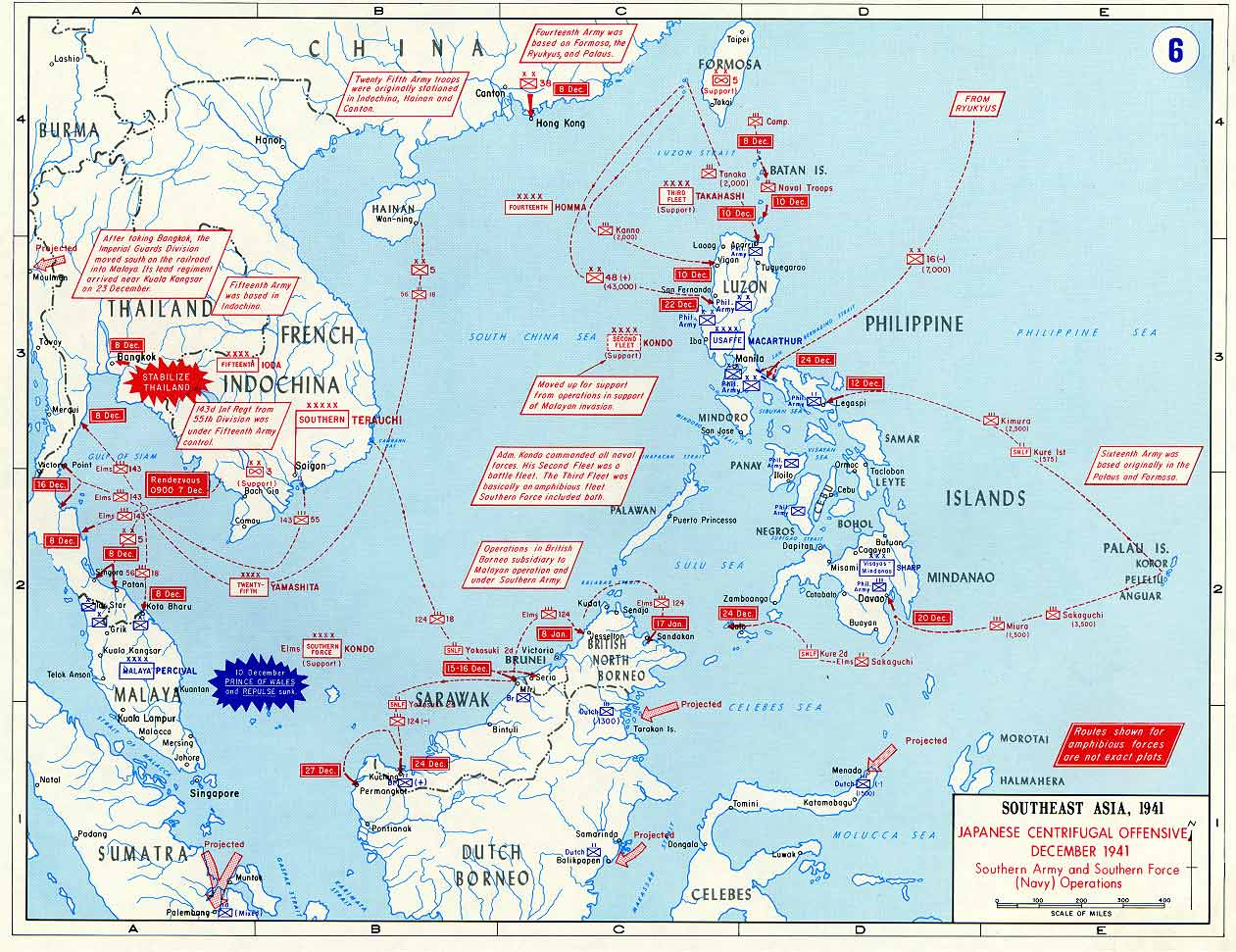
1941年12月の日本軍の東南アジア方面での作戦

1941年6月よりマレー半島攻略に向けた訓練を行っていた日本軍による、大東亜戦争における最初の攻撃となった。日本時間12月8日午前1時30分、第25軍はイギリス領マレーの北端に奇襲上陸した。
イギリス海軍のプリンス・オブ・ウェールズとレパルスは上陸部隊を撃滅すべくシンガポールを出撃したが、海軍航空隊はマレー沖海戦で両戦艦を航空攻撃で撃沈。第25軍はマレー半島西側をシンガポールを目指して快進撃を続け、1942年1月31日にマレー半島最南端のジョホール・バルに突入した。
第25軍は2月8日にジョホール海峡を渡河しシンガポール島へ上陸した。11日にはブキッ・ティマ高地に突入するが、イギリス軍の砲火を受け動けなくなった。15日、攻撃中止もやむなしと考えられていたとき、イギリス軍の降伏の使者が到着した。水源が破壊され給水が停止したことが抗戦を断念した理由であった。イギリス軍は10万人が捕虜となった。

### ハワイ空襲作戦

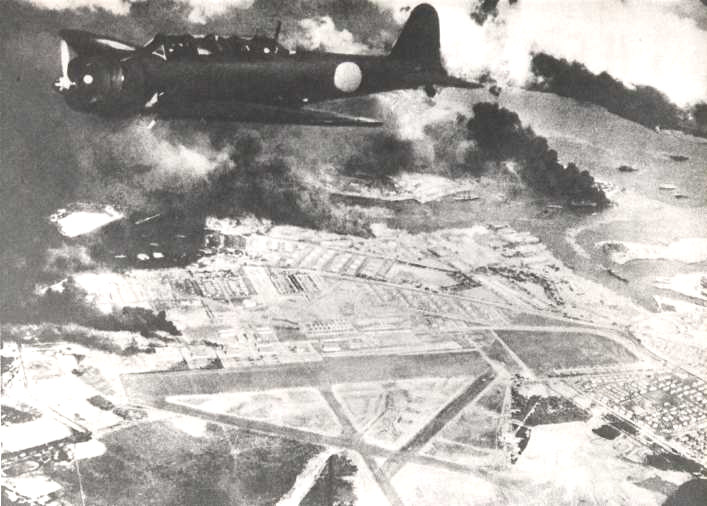
日本海軍機の攻撃を受け炎上する真珠湾のアメリカ海軍艦船

1941年11月26日早朝、南雲忠一中将指揮下の日本海軍第1航空艦隊は択捉島単冠湾よりハワイへ向けて出撃した。日本時間12月8日午前1時30分、第一波空中攻撃隊が発進し、午前3時25分にフォード島へ、次いで真珠湾のアメリカ太平洋艦隊主力へ攻撃を開始した。日本軍の作戦は成功し、アメリカ軍は戦艦8隻が撃沈または損傷を受け、数千人の将兵が戦死するという大損害を受け、太平洋艦隊は大幅な戦力低下に追い込まれた。

### フィリピン作戦
12月8日午後、陸軍はアメリカ領フィリピンのクラーク空軍基地を空襲した。第14軍主力は12月22日にルソン島に上陸し、1月2日には首都マニラを占領した。しかし、アメリカ極東陸軍のダグラス・マッカーサー司令官はバターン半島に立てこもる作戦を取り粘り強く抵抗した。45日間でフィリピン主要部を占領するという日本軍の予定は大幅に狂わされ、コレヒドール島の攻略までに150日もかかるという結果になった。

### 香港作戦
12月9日、第23軍によるイギリス領香港への攻撃が開始された。準備不足のイギリス軍は城門貯水池の防衛線を簡単に突破され、11日には九龍半島から撤退した。第23軍の香港島への上陸作戦は18日夜から19日未明にかけて行われた。島内では激戦となったが、イギリス軍は給水を断たれ25日に降伏した。

### グアム作戦
12月10日未明にアメリカ領グアム島へ南海支隊と海軍陸戦隊とが上陸した。アメリカは日本の勢力圏に取り囲まれたグアム島の防衛を当初から半ばあきらめていた。守備隊は同日中に降伏した。

### ビスマルク作戦

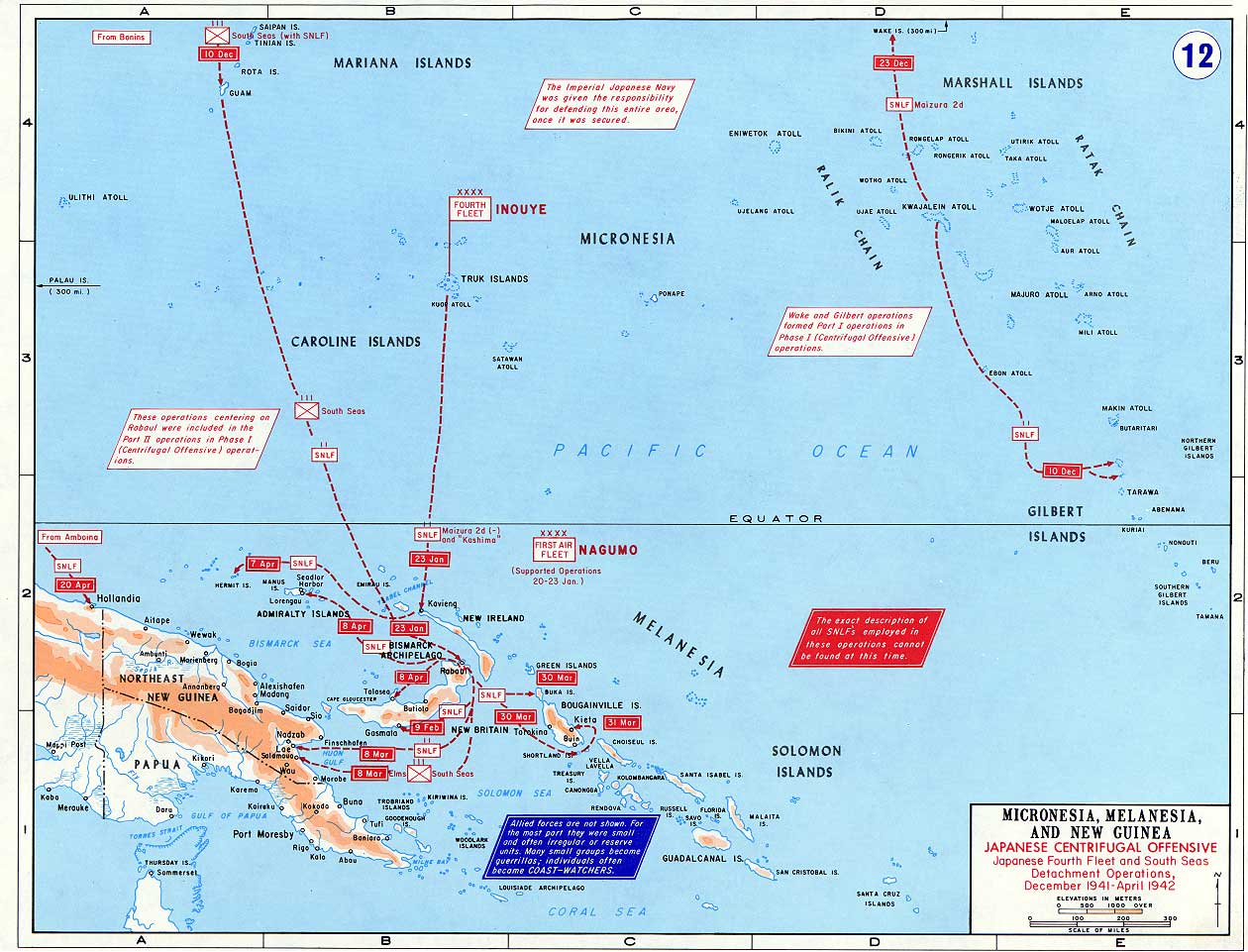
日本軍の中部太平洋への進攻作戦

1942年1月23日に南海支隊はオーストラリア委任統治領のニューブリテン島ラバウルに上陸した。ラバウルはトラック島の日本海軍基地を防衛し、アメリカとオーストラリアとの連絡を妨害する上での重要拠点であった。守備隊のオーストラリア軍は2月6日までに降伏した。
アメリカ軍は空母機動部隊によるマーシャル諸島などへの散発的な空襲を行っていたが、日本軍のラバウル進攻を察知し、空母レキシントンを基幹とする機動部隊を派遣し、一撃離脱に限定した空襲を計画した。しかし2月20日に日本軍に発見され攻撃を受けたことから、作戦継続を断念して引き返した（ニューギニア沖海戦）。
アメリカ領ウェーク島は中部太平洋におけるアメリカ軍の重要拠点のひとつであった。12月11日、日本軍の攻略部隊はウェーク島へ砲撃を開始したが、反撃により逆に駆逐艦「疾風」と駆逐艦「如月」が撃沈され、上陸作戦は中止となった。21日、ハワイから帰投中の機動部隊の一部を加えて攻撃が再開され、アメリカ海兵隊は激しく抵抗したものの23日に降伏した。

### 蘭印作戦

日本軍のオランダ領東インドへの進攻作戦

開戦後、戦況が予想以上に有利に進展したため、南方軍はジャワ作戦の開始日程を1カ月繰り上げた。
1942年1月11日、第16軍坂口支隊はボルネオに上陸、同日、海軍の空挺部隊がセレベス島メナドに降下し蘭印（オランダ領東インド）作戦が開始された。第16軍は1月25日にバリクパパン、1月31日にアンボン、2月14日にパレンバンと順次攻略していった。
連合軍の艦隊はスラバヤ沖海戦とバタビア沖海戦で潰滅させられ、第16軍は3月1日に最終目標のジャワ島に上陸した。ジャワ島の連合軍は3月9日に降伏し、予想外の早さで蘭印作戦は終了した。

### ビルマの戦い

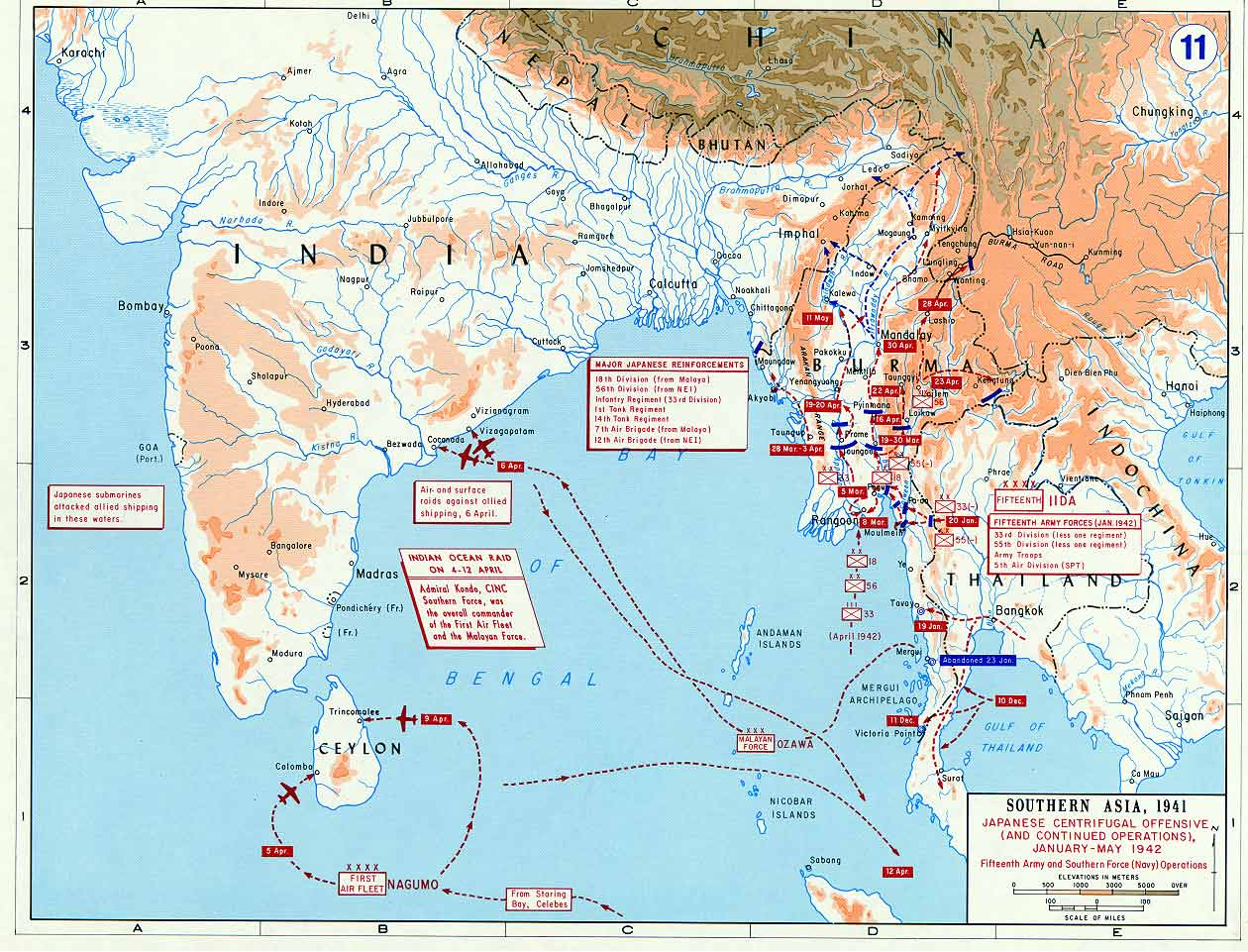
日本軍のビルマ・インド洋への進攻作戦

第15軍は12月8日以降タイ国内に順次進駐し、タイ・ビルマ国境に集結した。1942年1月18日、第15軍は第33師団と第55師団をもって国境を越えイギリス領ビルマへ進攻し、3月8日にラングーンへ入城した。さらに第18師団と第56師団の増援を加えて4月上旬から北部ビルマへの進撃を開始、イギリス軍と中国軍を退却させて5月下旬までにビルマ全土を制圧した。

### インド洋作戦
マレー沖海戦で主力艦艇を失ったイギリス東洋艦隊はセイロン島へ退避していた。日本海軍空母機動部隊は1942年4月にベンガル湾へ進出し、コロンボ基地とトリンコマリー軍港を空襲した。イギリス東洋艦隊は反撃を試みたが空母1隻、重巡洋艦2隻他を失った。

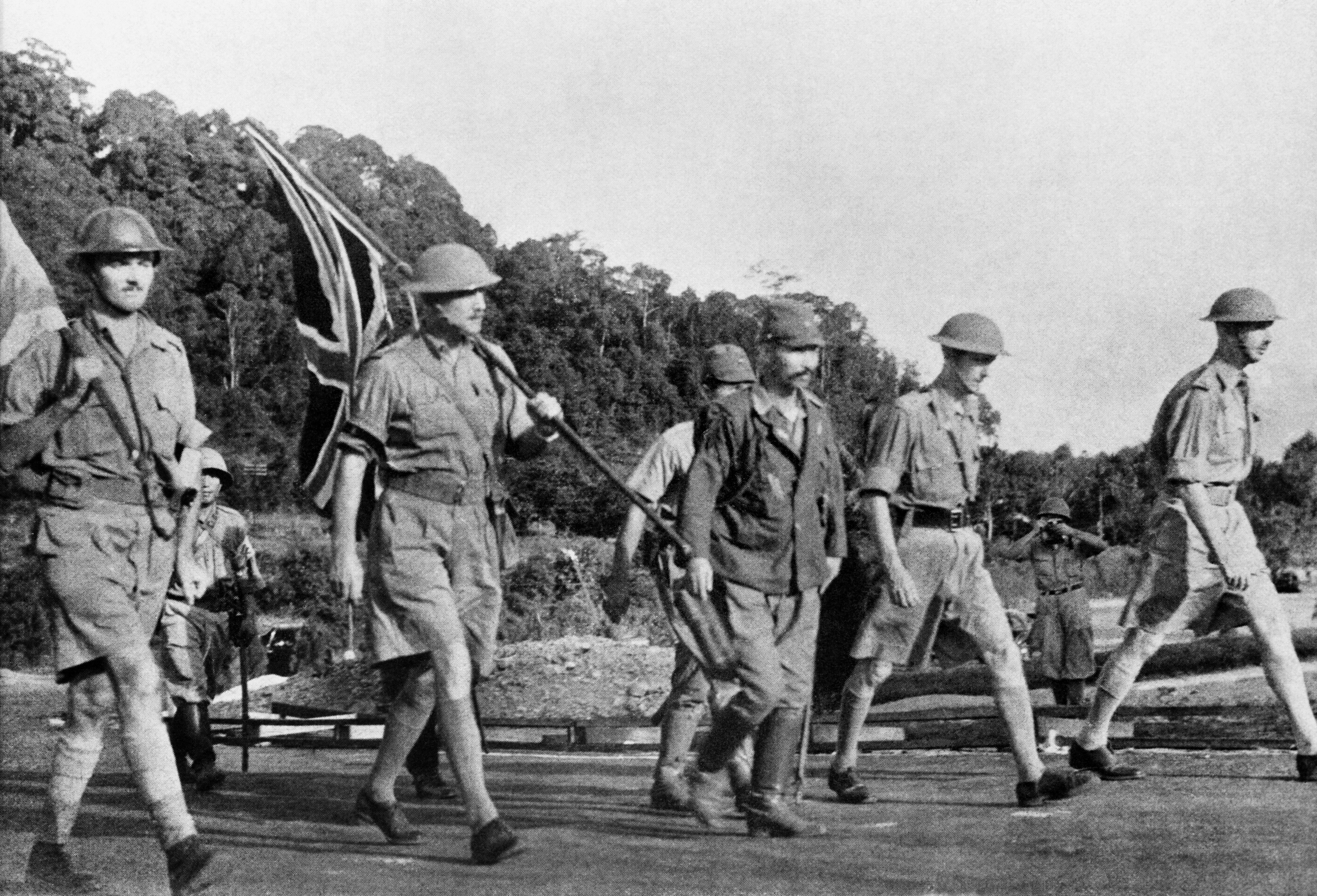
日本軍へ降伏するシンガポールのパーシヴァル司令官
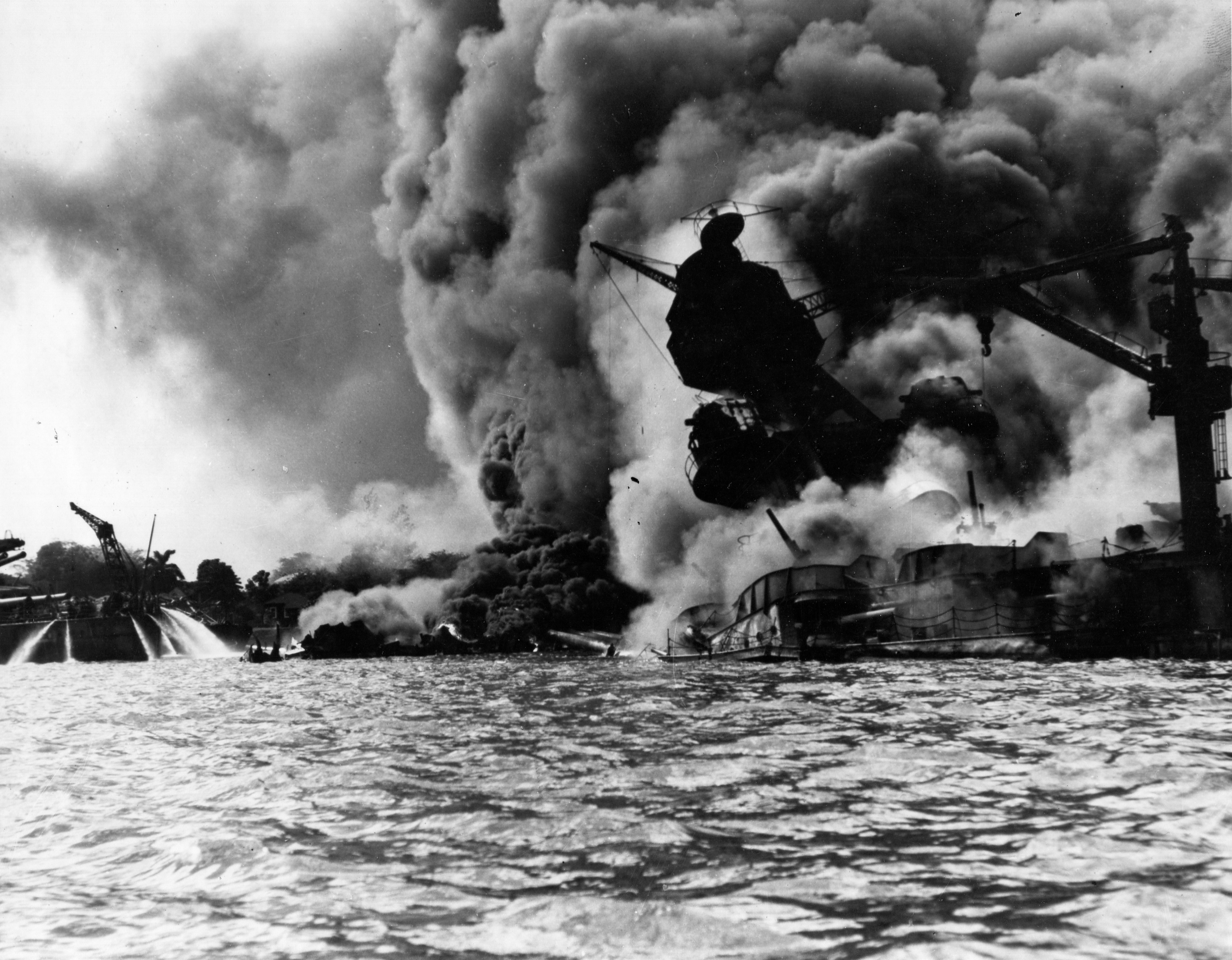
日本軍の空襲を受け炎上する戦艦アリゾナ
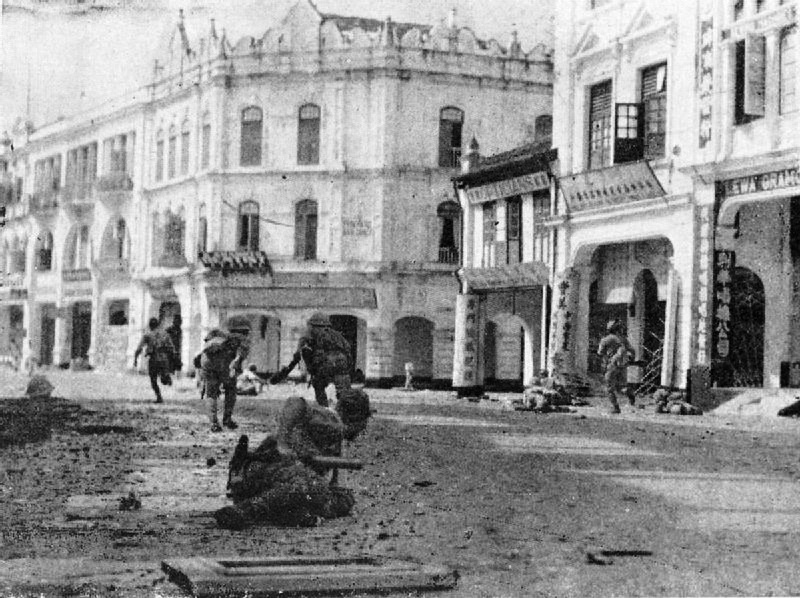
クアラルンプール市内で戦う日本軍
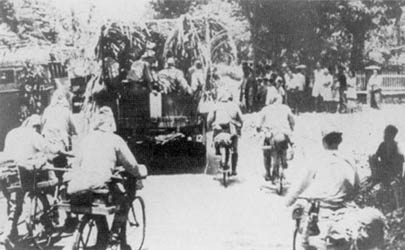
ジャワ島内を進撃する日本軍

## 結果

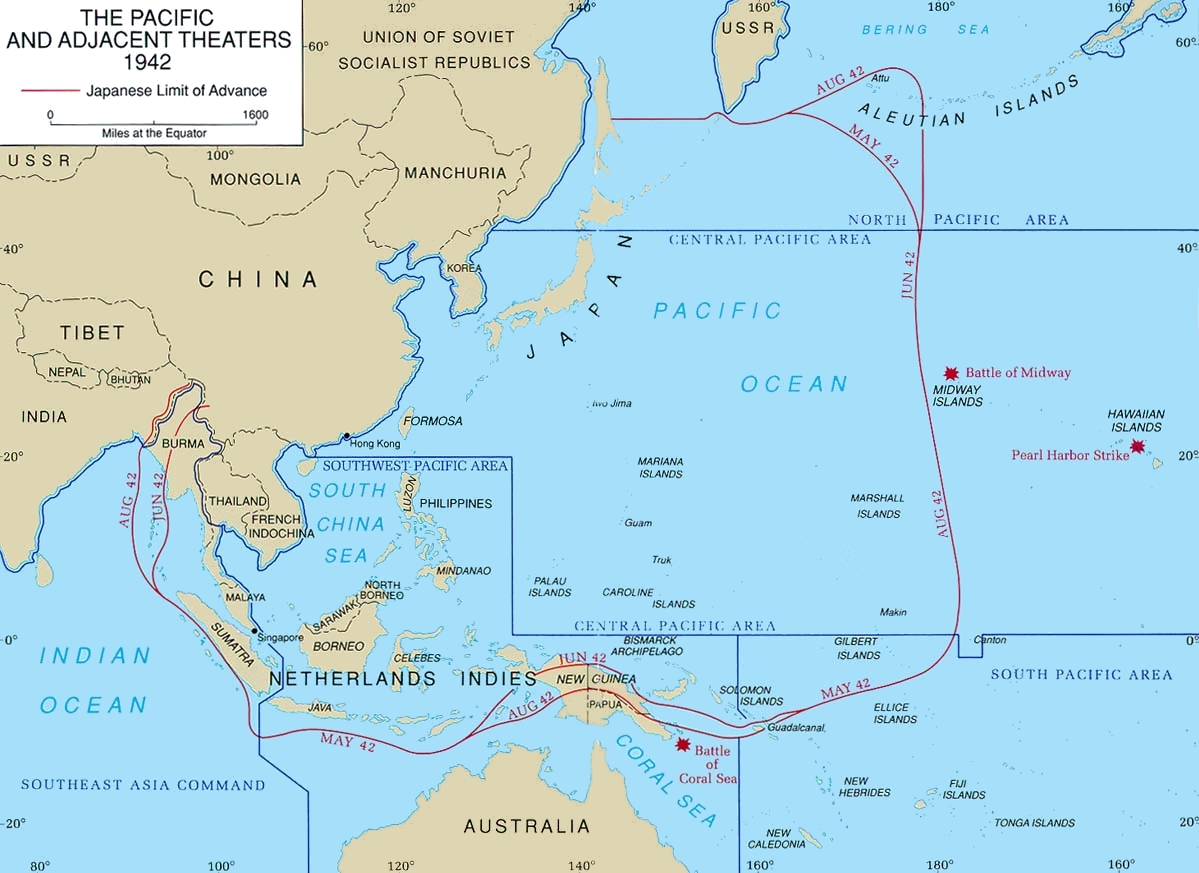
太平洋戦争の1942年の状況（赤いラインは日本軍の最大進出線）

南方作戦はバターン半島でのアメリカ軍の抵抗を除けば計画を上回る早さで進行し、日本軍は南方の油田地帯を手に入れたことで当初の作戦目標を完全に達成した。16万人以上の捕虜を獲得し、日本軍の戦死者は1万人に満たなかった。この大東亜戦争緒戦の南方作戦は日本軍の快進撃のうちに終わった。
本土がドイツ軍による攻撃を受けていたイギリスと、同じく本土をドイツ軍に占領されていたオランダは、その後各地で反攻に出るまで時間がかかり、本土に大きな被害を受けなかったアメリカは数か月をおいてわずかながら反攻を始めたが、日本軍の猛攻を受け続けて劣勢に回ることを余儀なくされ、その後も各地で後退を余儀なくされたうえに、本土に対する日本海軍艦艇による攻撃や艦載機による空襲すら受けるようになった。
その結果、1942年（昭和17年）初頭に日本軍はビルマからソロモン諸島まで東西7,000キロ、南北5,000キロという広大な戦域に手を広げることになった（ソロモン諸島の戦い）。日本海軍はこの激戦の中、同年6月にミッドウェー海戦において敗北したが、アメリカ海軍もその後の各地における度重なる敗北で、稼働空母が1隻も無くなるという窮地に追い込まれ反攻が思うように続かなかった。
さらにイギリス海軍も、セイロン沖海戦によりアフリカ南部への撤退を余儀なくされた上に、避難先のマダガスカルにおいても日本海軍の攻撃を受けるなど、インド洋の制海権を失うことになる。またオーストラリアも本土北部が1943年2月に至るまで日本軍機による度重なる爆撃を受けたほか、シドニー港が日本海軍潜水艦の攻撃を受けるなど日本軍の攻撃に苦しめられた。
しかし、わずか1国のみでイギリス軍やアメリカ軍、オランダ軍やオーストラリア軍、ニュージーランド軍、そして中国大陸における中華民国軍などの数国と対峙することを余儀なくされた上に、当初の予想を上回るほど占領区域が広がり、補給線が伸びきった日本軍は、1943年（昭和18年）終盤までは各地で優位に戦いを進めたものの、やがてガダルカナル、ニューギニア、インパールなど各地で兵力不足と補給不足のまま長期戦に引きずり込まれ、1944年（昭和19年）以降国力を急激に消耗してゆくことになる。
参謀本部部員だった瀬島龍三は「南方作戦は南方の局地作戦という見地に立っていた。グローバルの視点に立って南方作戦を考えてなかった。ローカルウォアではなくワールドウォアであるという認識が欠けていた」と反省している。

## 参加兵力
| 日本陸軍の指揮系統、1941年12月 |  | 日本海軍の指揮系統、1941年12月 |
| 日本陸軍の指揮系統、1941年12月 |  | 日本海軍の指揮系統、1941年12月 |

### 陸軍
- 南方軍（総司令官：寺内寿一大将、総参謀長：塚田攻中将）
  - フィリピン方面
    - 第14軍（司令官：本間雅晴中将、参謀長：前田正実中将） - 第16師団、第48師団、戦車連隊2

  - マレー方面
    - 第25軍（司令官：山下奉文中将、参謀長：鈴木宗作中将） - 近衛師団、第5師団、第18師団、戦車団1（戦車連隊4）、（第56師団 ※作戦には投入されずビルマ方面へ転進）

  - 蘭印方面
    - 第16軍（司令官：今村均中将、参謀長：岡崎清三郎少将） - 第2師団、混成第56歩兵団、戦車連隊3、（第38師団、第48師団 ※開戦時には未配備）

  - タイ・ビルマ方面
    - 第15軍（司令官：飯田祥二郎中将、参謀長：諫山春樹少将） - 第33師団、第55師団（南海支隊欠）

  - グアム方面
    - 南海支隊（混成第55歩兵団、支隊長：堀井富太郎少将）

  - ボルネオ方面
    - 川口支隊（第18師団の一部、支隊長：川口清健少将）

  - 南方軍直属
    - 仏印方面 - 第21師団（師団長：田中久一中将）、独立混成第21旅団
    - 第1挺身団、第3飛行集団、第5飛行集団、第21独立飛行隊
- 支那派遣軍
  - 第23軍の一部 - 第38師団（香港作戦を担当）、第4師団（上海にあり大本営の直轄）

### 海軍
- 南方部隊（指揮官：近藤信竹中将、参謀長：白石萬隆少将）
  - 南方部隊本隊 - 第2艦隊（戦艦金剛、戦艦榛名基幹）
    - 南シナ海、次いでパラオ方面で作戦全般を支援する。

  - 馬来部隊 - 南遣艦隊（司令長官：小沢治三郎中将、参謀長：澤田虎夫少将）
    - マレー、蘭領ボルネオ、スマトラ方面の作戦を支援する。

  - 比島（蘭印）部隊 - 第3艦隊の大部分（司令長官：高橋伊望中将、参謀長：中村俊久少将）
    - フィリピン作戦を支援する。フィリピン攻略後、蘭印部隊となり作戦を支援する。

  - 航空部隊 - 第11航空艦隊（司令長官：塚原二四三中将、参謀長：大西瀧治郎少将）
    - 基地航空部隊。比島での航空撃滅戦の後、東方から蘭印作戦を支援する。

  - 潜水部隊 - 第5潜水戦隊（司令官：醍醐忠重少将）